# Paikuse (gemeente)
Paikuse (Estisch: Paikuse vald) was een gemeente in de Estlandse provincie Pärnumaa. De gemeente telde 3860 inwoners (1 januari 2017) en had een oppervlakte van 175,4 km². Op 1 november 2017 werd Paikuse bij de gemeente Pärnu gevoegd.
Tot de landgemeente behoorden vijf dorpen en één wat grotere plaats met de status van alev (kleine stad): het bestuurscentrum Paikuse. Ook de dorpen Silla en Seljametsa hebben meer dan honderd inwoners.
Zustergemeenten van Paikuse waren Mynämäki (Finland) en Łobez (Polen).

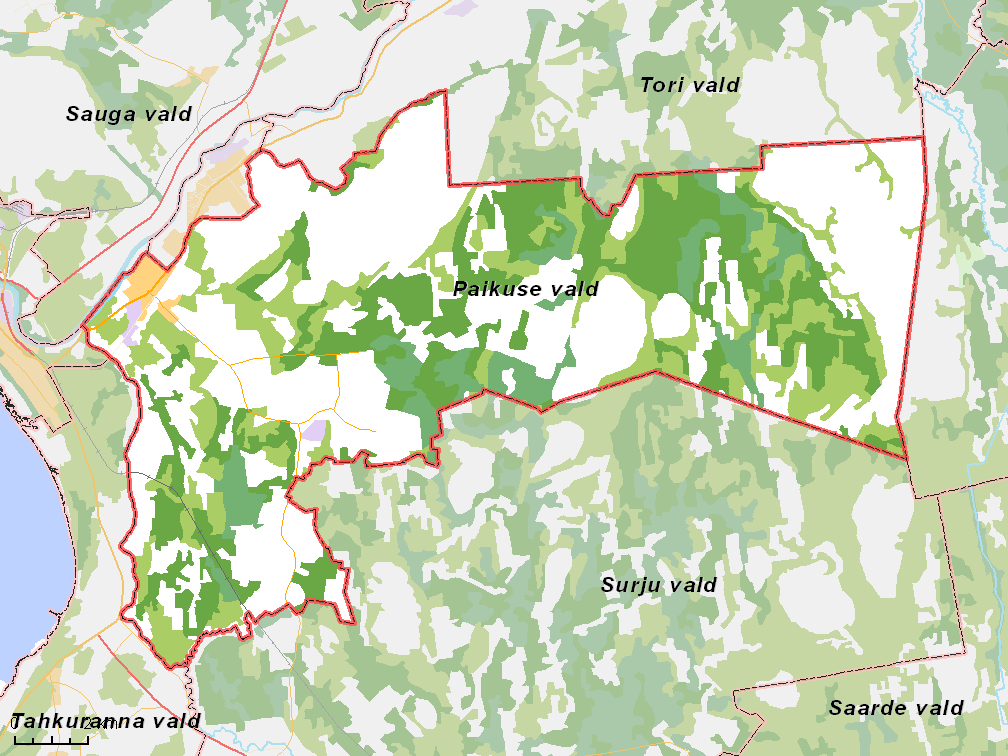
De gemeente met omliggende gemeenten, situatie begin 2017